# Sára Jenő
Sára Jenő (Brassó, 1939. április 11. – Nyíregyháza, 2009.) magyar zongoraművész, zenepedagógus.

## Élete
Édesapja erdőmérnök volt. Énekhangjára és zenei tehetségére korán felfigyelt énektanára. Szülei ezek után zongora hangszeren taníttatták. 5 éves korában családjával Magyarországra, Nyíregyházára költöztek. Az általános iskolát már itt végezte, majd a nyíregyházi Kossuth Lajos Gimnáziumban érettségizett. Dzsentri származása miatt nem veszik fel a Zeneakadémiára és ezért Pécsett a zeneművészeti főiskola zongora szakán diplomázott 1964-ben. 
A főiskola után a Nyíregyházi Zeneiskola zongoratanáraként és mellette megyei szakfelügyelőként dolgozott. Egy évtizeden keresztül koncertező szólistaként is szerepelt. Később a tanári tevékenységére helyezte a fő hangsúlyt és emellett tovább képezte magát és elvégezte a szimfonikus zenekari karmesteri kurzust. 1984-től a Nyíregyházi Művészeti Szakközépiskola zongoratanára és egyben zongora tanszakvezető. A zeneművészeti szakközépiskola megalapításában is közreműködött. 
Az Országos Zeneiskolai Zongoraverseny megalapításáért sokat küzdött amit 1977-ben alapítottak Nyíregyháza székhellyel. A verseny tematikájának összeállítása is az ő nevéhez fűződik. A verseny országos elismertetéséért sokat tett az akkori országos művelődési hivataloknál, zeneiskoláknál és a zeneművészeti főiskoláknál. Szakmai tekintélyével és elismertségével, széles körű ismeretségével megszerezte több szakmai személyiség pártfogását akik maguk is a verseny ügye mellé álltak és később a zsűri soraiban is tevékenykedtek. Ezen verseny résztvevői és győztesei közül azóta, több országosan és nemzetközileg elismert művésznek indult el innen a karrierje (Pl. Bogányi Gergely, Balázs János, Krausz Adrienne, Koczor Péter, Várjon Dénes, stb.). 
Sára Jenő a magyar zongorista társadalom jellegzetes személyisége volt. Munkásságával, tudásával, tekintélyével elismertséget vívott ki magának az alapfokú oktatásban és a Zeneakadémián is. Szakmai munkájában példamutatással, magas-fokú pedagógiai érzékkel nevelt, tanított több zongorista nemzedéket. Tanítványai sikerrel szerepeltek koncerteken, versenyeken és évtizedek alatt számos nemzetközi és országos verseny nyertesei és díjazottai lettek. Sokak közülük zongoraművészként, zongoratanárként, vagy más zenei szakokon diplomázva dolgoznak Magyarországon és a világ számos pontján.

Nyíregyháza város sokat köszönhet neki a zenei élet magas nívón tartásáért. Életében sajnos nem kapott méltó elismerést az iskolájától és Nyíregyháza várostól sem...  A 2013 -as XIII. Országos Zongoraversenyt tiszteletből az Ő emlékének szentelték posztumusz megtiszteltetés gyanánt, mint aki megálmodta és életre hívta a nyíregyházi Országos Zongoraversenyt.

## Tanítványok versenyei
| Év   | Verseny                                                               | Helyezés |
| ---- | --------------------------------------------------------------------- | -------- |
| 1977 | MTV „Ki mit tud?” – komolyzenei kategória – Nagy Róbert               | 1. díj   |
| 1983 | Országos Zeneiskolai Zongoraverseny – Nyíregyháza – Kollonay Zoltán   | 1. díj   |
| 1988 | MTV „Ki mit tud?” – komolyzenei kategória – Tóth Marica és Tóth Anikó | 1. díj   |
| 2001 | Békés-Tarhos Országos szakközépiskolai zongora verseny – Kádár Judit  | 1. díj   |
| 2002 | A 2. nemzetközi Bösendorfer zongoraverseny – Kádár Judit              | 1. díj   |